# Xarifado de Meca
O Xarifado de Meca (em árabe: شرافة مكة; romaniz.: Sharāfa Makka) ou Emirado de Meca foi um estado, não soberano durante grande parte de sua existência, governado pelos xarifes de Meca. Um xarife era descendente direto de Haçane ibne Ali, o filho de  Fátima e Ali e portanto neto do profeta Maomé e sua esposa Cadija. Ali, o pai de Haçane ibne Ali era o quarto califa, segundo os sunitas ou o primeiro, segundo os xiitas. Em fontes ocidentais, o príncipe de Meca era conhecido como o Grande Xarife, mas os árabes sempre usaram a denominação "emir".
O xarifado existiu entre os anos 968 e 1925. De 1201, os descendentes do patriarca xarife Qutada reinaram sobre Meca, Medina e Hejaz, em sucessão ininterrupta até 1925.

## Origens
Originalmente, os xarifes do Hejaz geralmente evitavam envolvimento na vida pública. Essa situação mudou na segunda metade do século X, com a ascensão da seita dos carmatas. Os carmatas, como também eram conhecidos, dirigiram ataques tribais ao Iraque, Síria e grande parte da Arábia, interrompendo o fluxo de peregrinos para Meca. Em 930, adeptos da seita, liderados pelo governante do estado Carmata no Barém (Arábia Oriental), Abu Tair Aljanabi (906–944); atacaram e provocaram o saque de Meca, roubaram a sagrada Pedra Negra da Caaba, gerando um grave embaraço ao califa Abássida em Bagdá. Abu Tair era o filho mais novo de Abuçaíde Aljanabi, o fundador do Estado carmata, enquanto que Abul Misque Cafur, era um vassalo abássida e governante do Egito, que concluiu por persuadir os carmatas a cessarem suas incursões e devolverem a Pedra Negra a Meca em troca de um tributo anual. Como medida para melhorar a segurança dos peregrinos, escolheu um dos xarifes do Hejaz, Jafar Almuçaui, e o instalou como emir de Meca em cerca de 964.
Quando o fatímida Almuiz Aldim Alá conquistou o Egito em 973, os fatímida começaram a nomear os xarifes de Meca entre os descendentes de Jafar Almuçaui. Em 1012, o emir de Meca Abul Futu Haçane ibne Jafar declarou-se califa, mas foi persuadido a desistir de seu título no mesmo ano. O primeiro governante sulaída [en] conquistou todo o Iêmen em 1062 e seguiu para o norte para ocupar o Hejaz. Por um tempo, eles nomearam os emires de Meca. "Quando o poder sunita começou a reviver após 1058, os emires mecânicos mantiveram uma posição ambígua entre os fatímidas e os seljúcidas de Ispaã. Depois que Saladino derrubou os fatímidas em 1171, os aiúbidas aspiravam estabelecer a sua soberania sobre Meca. Seu envolvimento constante em disputas dinásticas, no entanto, levou a um período livre de interferências externas no Hejaz".
Cerca de 1200, um xarife com o nome de Qatada ibn Idris tomou o poder e foi reconhecido como Emir pelo sultão aiúbida. Ele se tornou o primeiro de uma dinastia que detinha o emirado, até ser abolido em 1925. O Sultanato Mameluco do Cairo conseguiu tomar o Hejaz e fez dele uma província regular do seu império depois de 1350. Jidá tornou-se uma base dos mamelucos para suas operações no mar Vermelho e no oceano Índico, levando-o a substituir Yanbu como o principal centro de comércio marítimo nas costas do Hejaz. Ao jogar os membros da casa xarifeana uns contra os outros, os mamelucos conseguiram alcançar um alto grau de controle sobre o Hejaz.

## Era otomana

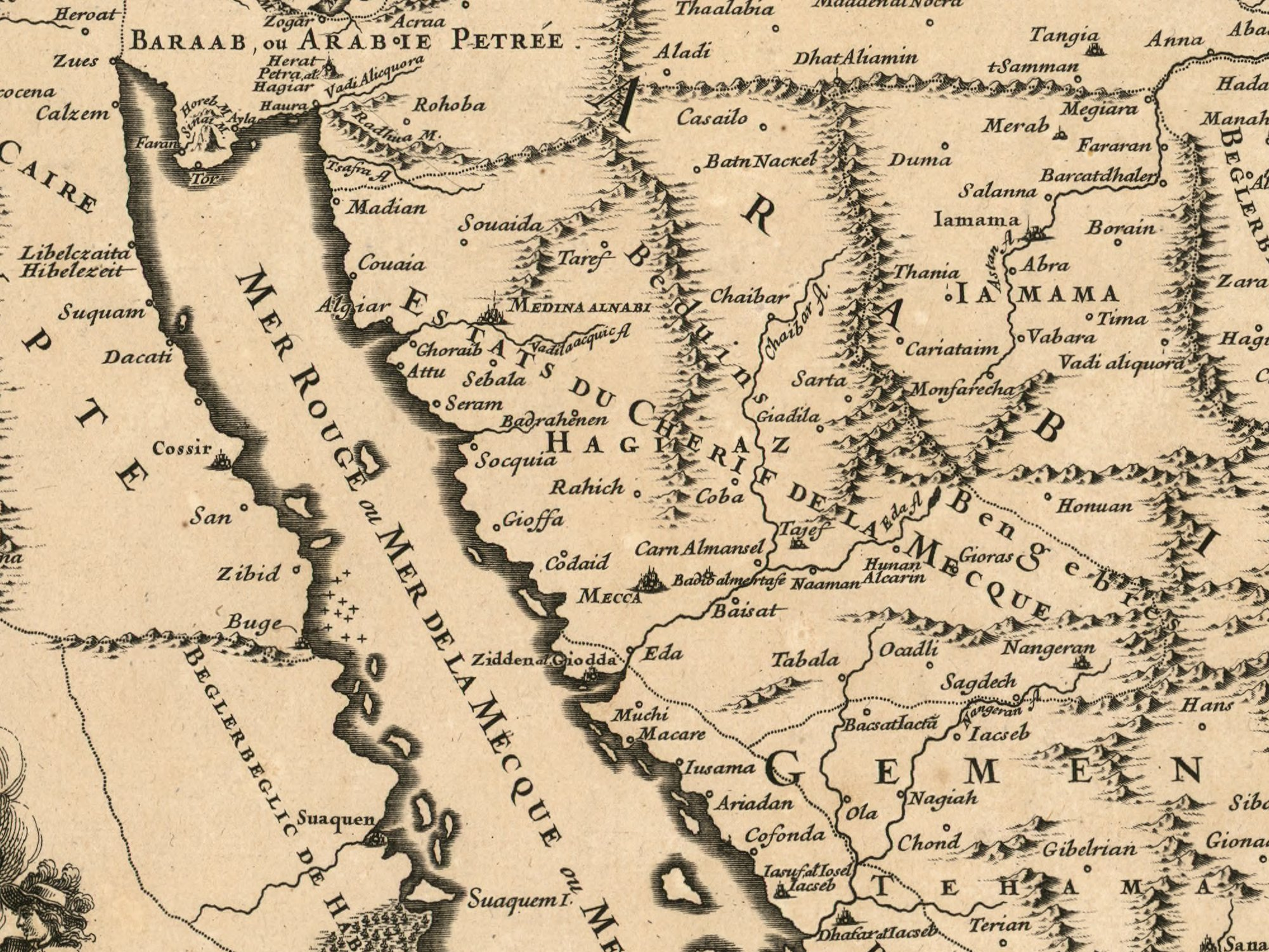
Mapa do Xarifado de Meca em 1695

Brasão de armas do Império Otomano

Durante o período otomano, o emirado não era hereditário e devia sua sucessão à nomeação direta pela Sublime Porta. Um sistema dual de governo existiu sobre o Hejaz durante grande parte deste período. A autoridade governante foi compartilhada entre o emir, um membro dos Ashrafs ou descendentes de Maomé, e o governador ou uáli otomano. Este sistema continuou até à Revolta Árabe de 1916. Além dos emires de Meca, a administração otomana no Hejaz esteve primeiramente nas mãos do governador do Egito e depois dos governadores de Jidá. O Eialete de Jidá foi posteriormente transformado no Vilaiete do Hejaz, com um governador em Meca.
Durante grande parte do século XIX, o lugar mais ao norte do emirado era Al-Ula, enquanto o limite sul era geralmente Al Lith, e às vezes Al Qunfudhah; para o leste, nunca se estendia além do oásis Caibar.  Meca, Medina e Jidá foram suas maiores cidades. A maioria da população dessas cidades era composta de muçulmanos não árabes, incluindo javaneses, indianos, afegãos, bucaranos e outros centro-asiáticos. 
Por esta época, em 1872, foi criado pelo grão-vizir Mamude Nedim Paxá,  o distrito chamado Mutasarrifado de Jerusalém (em turco otomano: Kudüs-i Şerif Mutasarrıflığı; em árabe: متصرفية القدس الشريف)  1872 [3] [4] [ 5], ou o Sanjaco de Jerusalém, um distrito otomano com estatuto administrativo especial. O distrito abrangia Jerusalém, bem como Belém, Hebrom, Jafa, Gaza e Bersebá. Durante o final do período otomano, o Mutasarrifate de Jerusalém, juntamente com os sanjacos de Nablus e de Acre (Kudus Sherif), formaram a região que era comumente referida como "Síria do Sul" ou "Palestina". Foi a 7.ª região mais populosa das 36 províncias do Império Otomano e que passou a fazer parte do "Eialete de Jerusalém".  Surgia assim a Palestina.

### Período inicial
A região do Hejaz esteve anteriormente sob o controle do Sultanato Mameluco do Cairo até sua derrota e tomada pelos otomanos em 1517. No mesmo ano, o Xarife Barakat de Meca reconheceu o sultão otomano como califa. Quando os xarifes aceitaram a soberania otomana, o sultão confirmou-os em sua posição como governantes do Hejaz.  e a autoridade otomana era apenas indireta, como uma espécie de arranjo político, deixando o poder real com o Emir. O sultão assumiu o título de "Hâdimü'l-Haremeyni'ş-Şerifeyn", que queria dizer Guardião dos Lugares Santos ou Guardião das Mesquitas Sagradas (خادم الحرمين em árabe: الشريفين‎, khādim al-ḥaramain al-šarīfain) e ainda Guardião das Duas Cidades Santas, Meca e Medina.
As duas mesquitas, ou locais sagrados, mencionados são a Grande Mesquita de Meca e a Mesquita do Profeta (em Medina). O rei Fahd foi o primeiro monarca árabe a utilizar o título, em 1986, substituindo o Sua Majestade pela palavra Guardião. Em 2005, o título foi passado ao seu meio-irmão e falecido rei, Abedalá I, assim como para o atual rei, Salman.
Em 1630, uma inundação varreu Meca, destruindo quase completamente a Caaba. Ela foi restaurada por volta de 1636. Em 1680, cerca de 100 pessoas se afogaram em outra inundação em Meca.
Inicialmente, os otomanos administravam o Hejaz sob o olhar do Eialete do Egito.  Os emires foram nomeados pelo sultão levando em consideração a escolha do xarifes, bem como as opiniões dos uális do Egito, Damasco e Jidá (depois que foi estabelecida), bem como a do Cádi de Meca.  O emir de Meca era sempre um Haxemita, que era, a rigor, originalmente, um descendente do clã de Banu Hashim, pertencente à tribo dos coraixitas e cujo antepassado epónimo era Haxim ibne Abde Manafe, bisavô do profeta Maomé. Esta situação foi encerrada em 1803, quando fundamentalistas do uaabismo  depuseram o Emir governante de Meca, Xarife Ghalib. Já no ano anterior (1802), Os 12 000 uaabitas haviam saqueado Carbala, no Iraque, matando até 5 000 pessoas e saquearam o Santuário Imam Husayn e já, em 1805, eles controlavam Meca e Medina e atacavam as caravanas de comércio otomano interrompendo assim as finanças otomanas.
Grande parte da Península Arábica foi politicamente unificada em 1932 no terceiro e atual Estado saudita, o Reino da Arábia Saudita. A campanha militar liderada pelo rei Abedalazize ibne Saúde e seu exército de beduínos de tribos conquistou o Hejaz e derrubou o clã haxemita no poder . Os novos governantes de najdis, árabes nômades, em grande parte tribais e analfabetos, encontraram-se diante de uma sociedade altamente sofisticada. Uma estrutura política coesa baseada no sistema Majlis al-Shura (conselho consultivo) estava em vigor há séculos. Um órgão administrativo central geria um orçamento anual que alocava despesas em escolas secundárias, forças militares e policiais. Da mesma forma, o tecido religioso do Négede e do Hejaz eram muito diferentes. Os costumes e rituais culturais tradicionais do Hejaz eram quase inteiramente de natureza religiosa. As celebrações em homenagem a Maomé , sua família e companheiros , a reverência aos santos falecidos, a visitação de santuários, tumbas e locais sagrados ligados a qualquer um deles estavam entre os costumes indígenas do Islã Hejazi. Como a autoridade administrativa do Hejaz passou para as mãos dos muçulmanos negeditas uaabitas do interior, o Ulama uaabita viu as práticas religiosas locais como a superstição infundada substituindo a sanção religiosa codificada que foi considerada uma corrupção total da religião e a propagação da heresia. O que se seguiu foi uma remoção da infra-estrutura física, túmulos, mausoléus, mesquitas e locais associados à família e aos companheiros de Maomé. .

### Invasão uaabita e controle Egípcio
Os uaabitas começaram a ser uma ameaça no Hejaz a partir da década de 1750 em diante. Eles haviam se levantado como um movimento religioso em Dira'iyya no Nejd em 1744-1745.  A doutrina encontrou alguns simpatizantes em Hejaz. Os conceitos da doutrina foram submetidos a uma muftiat ou diyanet, ou seja, um conselho dos muftis
de Meca. Estes académicos islâmicos, ou muftis (مفتيmuftī), tinham autoridade de interpretar a lei islâmica (xaria), e emitir um parecer, a fataawa ("fatwas")  e que concluiu por pronunciá-los como hereges. Eles foram capazes de tomar as duas cidades sagradas em 1801.  Em 1803 os uaabitas, liderados por Abdul -Aziz Al Saud, atacou Meca. O Xarife Ghalib fugiu para Jidá, que foi cercada logo em seguida. O Xarife Ghalib foi enviado de volta a Meca como um vassalo saudita.
Então Tosun Paxá levou o exército em 1811 e ocupou Medina em 1812 e Meca em 1813. Depois de sua morte Ibraim Paxá, que tinha acompanhado Maomé Ali visita pessoalmente ao Hejaz em 1814, assumiu e perseguiu os uaabitas no Négede.  Após a notícia da vitória, Mamude II nomeou Ibraim Paxá governador de Jidá e Habeş. Ele era o governante nominal do Hejaz em nome dos otomanos de 1811 a 1840.  Os uaabitas foram expulsos do Hejaz em 1818, quando Maomé Ali Paxá, representando o então Governador do Egito, era capaz de ter sucesso na vitória final. O Hejaz, em seguida, caiu sob o seu domínio.  A Convenção de Londres de 1840 forçou Maomé Ali a sair do Hejaz. 
No ano anterior, 1839, o Império Otomano, para assegurar sua integridade territorial contra movimentos nacionalistas, havia criado o Tanzimat (em turco otomano: تنظيمات, que queria dizer "reorganização") e que tratou-se de um período de reformas que caracterizava-se como uma forma de modernizar a administração do governo  contra diversos grupos étnicos do Império possibilitou o surgimento de um movimento nacionalista otomano e que teve sua atuação entre os anos 1839-1876.
O Império Otomano era conhecido como "o homem doente da Europa, cuja ordem política, comparada com a Europa medieval, era tida como "progressiva” a qual naqueles idos do século XIX, agia contra o princípio da igualdade introduzido pela Revolução Francesa.

### Vilaiete do Hejaz

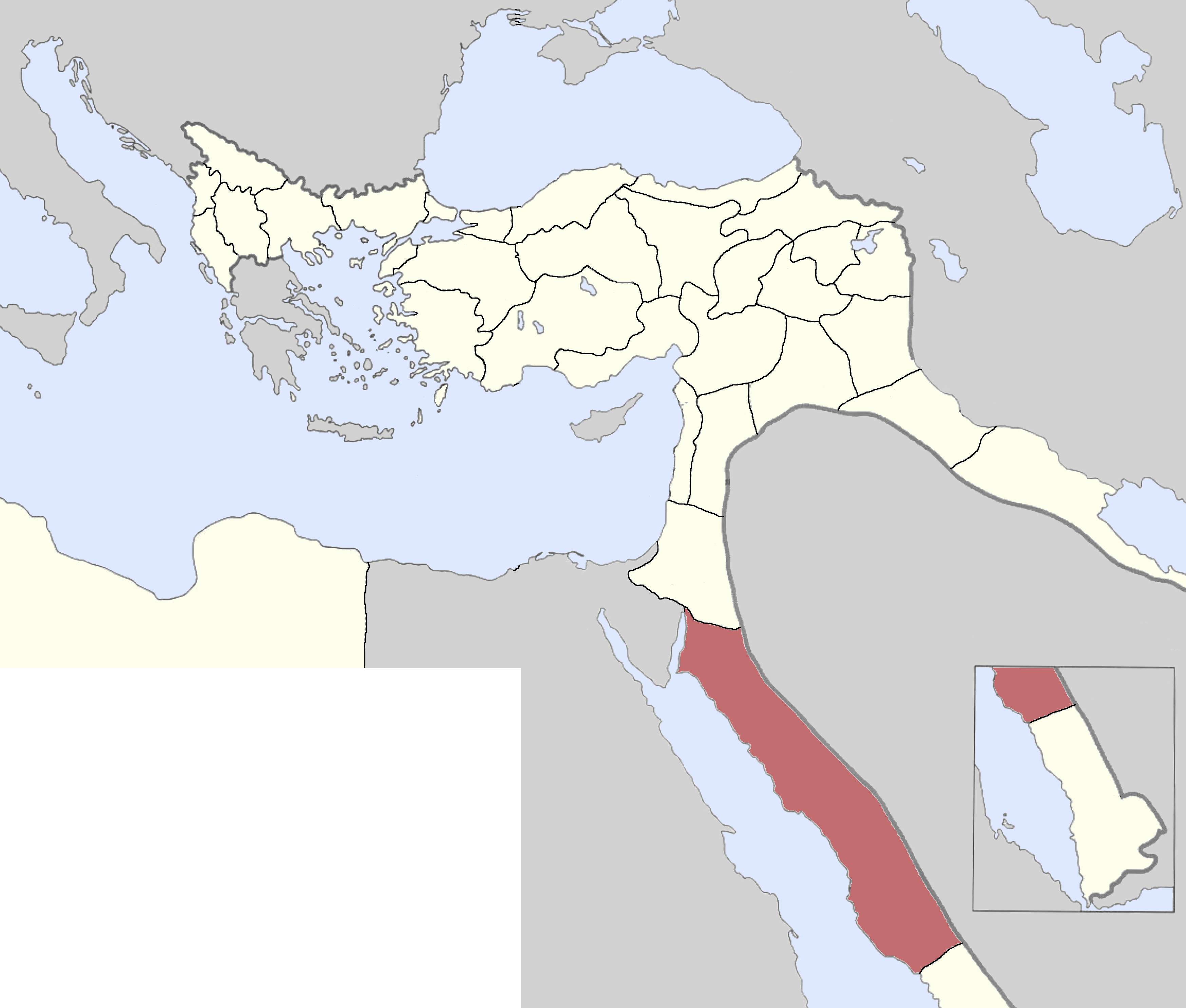
Depois de 1872, o Xarifado coexistiu com o Vilaiete do Hejaz

Depois que o Hejaz foi restaurado pelos otomanos, a administração provincial foi reestruturada e organizada como o Vilaiete do Hejaz.  Isso levou à criação de dois corpos políticos e administrativos paralelos: o emirado e o vilaiete. Depois que o governador começou a residir em Meca, o vilaiete de certa forma levou o emirado à sua jurisdição, levando a uma situação de duplo governo.
A reforma previa a perda da quase-autonomia do emir, levando a um conflito entre Emir e wali que durou pelo resto do séc. XIX.  Mesmo assim, o emir de Meca não foi relegado a uma posição em que ele seria subordinado ao wali.  Os emires de Meca continuaram a ter uma palavra a dizer na administração do Hejaz ao lado dos governadores.  Os dois tiveram uma convivência paralela e desconfortável: enquanto governando sobre a mesma geografia, eles dividiram autoridade de uma forma complexa, levando a uma negociação contínua, gerando conflitos e, ao mesmo tempo, uma constante cooperação entre eles. 
Já em 1880, falava-se da ocupação britânica do Hejaz com o apoio dos şerifs.  Os britânicos também desafiaram o sultão otomano, alegando que a Grã-Bretanha deveriam nomear o emir, já que governou mais de quatro vezes a muitos muçulmanos como os otomanos. 

## Reino do Hejaz
Em 23 de dezembro de 1925 o Rei Ali rendeu-se aos sauditas, pondo fim ao Reino do Hejaz e ao xarifado.

## Lista de xarifes
Lista parcial de xarifes de Meca:[carece de fontes?]
- Maomé Abul Jafar Talabe (967-980)
- Issa (980-994)
- Abul Futu Haçane ibne Jafar (994–1039)
- Xucradim (1039–1061)
- Abul Haxim ibne Maomé (1061–1094)
- Ibne Abu Haxim Talabe (1094–1101)
- Hiato na lista de Xarifes conhecidos de cerca de um século
- Catada ibne Idris Alalaui Haçani (1201–1220)
- Ibne Catada Haximi (1220–1241)
- Haçane Abuçaíde (1241–1254)
- Maomé Abul Nubaje (1254–1301)
- Rumaita Abul Rada (1301–1346)
- Aljã Abul Sarja (1346–1375)
- Hiato
- Haçane II (1394–1425)
- Baracate I (1425–1455)
- Maleque Aladil Maomé (III) ibne Baracate (1455–1497)
- Baracate (II) ibne Maomé (1497–1525)
- Maomé Abu Numai (II) Nazim Aldim (1525–1583)
- Haçane (III) ibne Maomé Abu Numai (1583–1601)
- Idris (II) Abu Aune ibne Haçane (1601–1610)
- Mucine (I) ibne Huceine (1610–1628)
- Amade ibne Abu Talibe Haçane (1628–1629)
- Maçude (I) ibne Idris (1629–1630)
- Abedalá (I) ibne Haçane (1630–1631)
- Zeide ibne Mucine (1631–1666)
- Governo conjunto de Sade ibne Zeide (1666–1672); Ahmad ibne Zeide (1669–1671); Mucine ibne Amade (1667–1668); Hamude ibne Abedalá ibne Haçane (1670)
- Baracate (III) ibne Maomé (1672–1682)
- Ibraim ibne Maomé (1682)
- Saíde (I) ibne Baracate (1682–1683)
- Amade ibne Zeide (1684–1688)
- Governo conjunto de Amade ibne Galibe (1688–1690) e Mucine ibne Amade (1689–1690)
- Mucine (II) ibne Huceine (1690–1691)
- Saíde (II) ibne Sade (1691–1694)
- Sade ibne Zeide (1693–1694)
- Abedalá (II) ibne Haxime (1694)
- Sade ibne Zeide (1694–1702)
- Saíde (II) ibne Sade (1702–1704)
- Abdul Mucine ibne Amade (1704)
- Abdalcarim ibne Maomé (1704–1705)
- Saíde (II) ibne Sade (1705)
- Abdalcarim ibne Maomé (1705–1711)
- Saíde (II) ibne Sade (1711–1717)
- Abedalá (III) ibne Saíde (1717–1718)
- Ali ibne Saíde (1718)
- Iáia (I) ibne Baracate (1718–1719)
- Mubaraque ibne Amade (1720–1722)
- Baracate ibne Iáia (1722–1723)
- Mubaraque ibne Amade (1723–1724)
- Abedalá (III) ibne Saíde (1724–1731)
- Maomé ibne Abedalá (1731–1732)
- Maçude ibne Saíde (1732–1733)
- Maomé ibne Abedalá (1733–1734)
- Maçude ibne Saíde (1734–1752)
- Maçude ibne Saíde (II) (1752–1759)
- Jafar ibne Saíde (1759–1760)
- Maçude ibne Saíde (II) (1760–1770)
- Amade ibne Saíde (1770)
- Abedalá (IV) ibne Huceine (1770–1773)
- Surur ibne Maçude (1773–1788)
- Abdul Muine ibne Maçude (1788)
- Galibe ibne Maçude (1788–1803)
- Iáia (II) ibne Surur (1803–1813)
- Galibe ibne Maçude (1813–1827)
- Abdul Mutalibe ibne Galibe (1827)
- Maomé ibne Abdul Muine (1827–1836)
- Vacante devido a ascensão do Segundo Estado Saudita
- Maomé ibne Abdul Muine (1840–1851)
- Abdul Mutalibe ibne Galibe (1851–1856)
- Maomé ibne Abdul Muine (1856–1858)
- Abedalá Calil Paxá ibne Maomé (1858–1877)
- Huceine ibne Maomé (1877–1880)
- Abdul Mutalibe ibne Galibe (1880–1882)
- Aune Rafique Paxá ibne Maomé (1882–1905)
- Ali Paxá ibne Abedalá (1905–1908)
- Huceine Paxá ibne Ali (1908–1916)
- Ali Haidar Paxá (1916)
- Huceine ibne Ali (1916–1925)
- Ali ibne Huceine (1925)